# 微斜長石
微斜长石（Microcline），形成于岩浆岩中，尤其是花岗岩、伟晶岩和正长岩。与石英及钠长石伴生。溶于氢氟酸，在火中不融。